# Stazione di Toritsudaigaku
La stazione di Toritsudaigaku (都立大学駅?, Toritsudaigaku-eki) è una stazione ferroviaria di Tokyo che si trova a Meguro.

## Linee
Tōkyū Corporation
● Linea Tōkyū Tōyoko

## Struttura
La stazione possiede due marciapiedi laterali con due binari centrali.
| 1 | ● Linea Tōkyū Tōyoko | per Jiyūgaoka, Musashi-Kosugi, Yokohama e, via linea Minatomirai, Motomachi-Chūkagai                                     |
| 2 | ● Linea Tōkyū Tōyoko | per Shibuya e, via linea Fukutoshin, Ikebukuro, via linea Seibu Ikebukuro, Tokorozawa e, via linea Tōbu Tōjō, Kawagoeshi |

## Stazioni adiacenti
| «                                 | Servizio           | »                  |
| Linea Tōkyū Tōyoko                | Linea Tōkyū Tōyoko | Linea Tōkyū Tōyoko |
| --------------------------------- | ------------------ | ------------------ |
| Gakugeidaigaku                    | Locale             | Jiyūgaoka          |
| Tutti gli altri treni non fermano |                    |                    |